# Vladimir Durković
Vladimir Durković (Đakovica, 6 de novembro de 1937 - 22 de junho de 1972) foi um futebolista iugoslavo, medalhista olímpico. Faleceu cedo, devido a um tiro errôneo de um policial suíço, em Sion.

## Carreira
Vladimir Durković fez parte do elenco medalha de ouro, nos Jogos Olímpicos de 1960. Ele fez parte do elenco da Seleção Iugoslava na Copa do Mundo de 1962.